# Hyposoter parorgyiae
Hyposoter parorgyiae är en stekelart som först beskrevs av Henry Lorenz Viereck 1910.  Hyposoter parorgyiae ingår i släktet Hyposoter och familjen brokparasitsteklar. Inga underarter finns listade i Catalogue of Life.